# 沃尔图诺堡
沃尔图诺堡（義大利語：Castel Volturno）是意大利坎帕尼亚大区卡塞塔省的一个镇，距离大区首府那不勒斯约35公里，距离省首府卡塞塔约35公里。